# Jerome Flynn
Jerome Flynn, född 16 mars 1963 i Bromley i London, är en brittisk skådespelare och sångare. Han är mest känd för rollen som Bronn i TV-serien Game of Thrones.

## Filmografi (i urval)

### Film
| År   | Titel             | Roll       | Anmärkning |
| ---- | ----------------- | ---------- | ---------- |
| 1988 | Att döda en präst |            |            |
| 1991 | Kafka             | Slottsvakt |            |

### TV
| År        | Titel             | Roll                   | Anmärkning             |
| --------- | ----------------- | ---------------------- | ---------------------- |
| 1990      | Bergerac          | Alan Bruton            | Avsnitt: "Under Wraps" |
| 1991–1995 | Soldier Soldier   | Patrick "Paddy" Garvey |                        |
| 2003      | Between the Lines | Eddie Hargreaves       | 6 avsnitt              |
| 2011–2019 | Game of Thrones   | Bronn                  |                        |
| 2012–     | Ripper Street     | Bennet Drake           |                        |